# Jefstafi Pechliwanidis
Jefstafi Pechliwanidis, gr. Ευστάθιος Πεχλιβανίδης, ros. Евстафий Алкивиадович Пехлеваниди, Jewstafij Ałkiwiadowicz Piechlewanidi (ur. 29 października 1960 roku w Szymkencie, Kazachska SRR) – grecki piłkarz, występujący na pozycji napastnika, trener piłkarski.

## Kariera piłkarska

### Kariera klubowa
Wychowanek Szkoły Piłkarskiej Metałłurg Szymkent, w którym w 1977 rozpoczął karierę piłkarską. W 1980 przeszedł do Kajratu Ałma-Ata, w którym został gwiazdą drużyny. We wrześniu 1989 powrócił do Metałłurga Szymkent, a w końcu roku wyjechał z całą rodziną do historycznej ojczyzny Grecji. Po półrocznej przerwie próbował swoich sił w Panathinaikos AO, ale przez słabą formę fizyczną nie przeszedł testów. W 1990 został piłkarzem pierwszoligowego klubu Levadiakos. Po trzech latach występów w nim postanowił zakończyć karierę zawodową.

## Kariera trenerska
Po zakończeniu kariery zawodniczej najpierw pracował w zakładzie likierowym brata, gdzie 3 lata ładował bagaże na wózku widłowym. Kiedy w 2000 wspólnota greków przesiedleńców zorganizowała klub piłkarski, został trenerem dzieci w klubie.

## Sukcesy i odznaczenia

### Sukcesy klubowe
- mistrz Pierwoj Ligi ZSRR: 1983
- zdobywca Pucharu Federacji ZSRR: 1988

### Sukcesy indywidualne
- wybrany do listy 33 najlepszych piłkarzy ZSRR: Nr 3 (1984)

### Odznaczenia
- tytuł Mistrza Sportu ZSRR